# (2682) Soromundi
(2682) Soromundi est un astéroïde de la ceinture principale.

## Description
(2682) Soromundi est un astéroïde de la ceinture principale. Il fut découvert le 25 juin 1979 à Siding Spring par Eleanor Francis Helin et Schelte J. Bus. Il présente une orbite caractérisée par un demi-grand axe de 2,27 UA, une excentricité de 0,17 et une inclinaison de 5,5° par rapport à l'écliptique.

## Compléments